# Erythrus quadrimaculatus
Erythrus quadrimaculatus är en skalbaggsart som beskrevs av Maurice Pic 1916. Erythrus quadrimaculatus ingår i släktet Erythrus och familjen långhorningar. Inga underarter finns listade i Catalogue of Life.